# نعمات عبد الناصر
نعمات أحمد عبد الناصر وشهرتها نعمات عبدالناصر هي ممثلة مصرية، قامت بالعديد من الأدوار الثانوية في الأعمال الفنية التي كانت تشارك بها، نعمات عبد الناصر شاركت في أكثر من (160) عمل فني : ما بين مسلسلات وأفلام ومسرحيات وسهرات تلفزيزنية، بدأت نعمات مشوارها الفني في منتصف السبعينات وكان أول أعمالها الفنبة فيلم "النداهة" وآخر أعمالها كان المسلسل " فرقة ناجي عطاالله" ، انحصرت غالبية أدوارها في شخصية الأم ، والزوجة ، معروفة ما بين أوساط المشاهدين بــ" كومبارس الكادحين".

## أعمالها الفنية
أولاً المسلسلاتشاركت الفنانة نعمات عبدالناصر في العديد من المسلسلات العربية ، والتي نذكر من ابرزها
- فرقة ناجي عطاالله 2012م - أدهم الشرقاوي 2009م - الأدهم 2009م
- أولاد الحلال 2009م - تاجر السعادة 2009م - راجل وست ستات 2009م
- عبود ماركة مسجلة 2009م - قانون المراغي 2009م - اسمهان 2008م

مسلسل تاجر السعادة 2009م

- الدالي (ج2) 2008م - بعد الفراق 2008م - طيارة ورق 2008م - في ايد امينة 2008م - رجل غني فقير جداً 2007م - ساعة عصاري 2007م - سلطان الغرام 2007م - قضية راي عام 2007م - أولاد الشوارع 2006م -الست اصيلة 2005م - علي نار هادئة 2005م - أوراق مصرية 2004م -الحقيقة والسراب 2003م -ملك روحي 2003م - الأمبراطور 2002م - الرجل الآخر 1999م
- الوتد 1996م - ضمير أبله حكمت 1991م - بنات زينب 1989م - بكيزة وزغلول 1987م.
ثانيًا الأفلام
شاركت الفنانة نعمات عبدالناصير في العديد من الأفلام السينيمائية والتي نذكر منها:

فيلم عايز حقي 2003م

- مقلب حرامية 2009م - H دبوور 2008م - الحاسة السابعة 2005م - حريم كريم 2005م - ديل السمكة 2003م - عايز حقي 2003م
- عسكر في المعسكر 2003م - سحر العيون 2002م - مافيا 2002م - اصحاب ولا بزنس 2001م - الناظر 2000م - تحت الربع بجنيه وربع 2000م - اضحك الصورة تطلع حلوة 1998م - عيش الغراب 1997م - النوم في العسل 1996م - بخيت وعديلة (2) 1996م - الجراج 1995م - سواق الهانم 1994م - توت توت 1993م - السجينة 67 1992م - المساطيل 1991م - ولاد الايه 1989م .
ثالثاًالمسرحيات
شاركت الفنانة نعمات في بعض المسرحيات منها:
- مسرحية البراشوت 1991م - مسرحية الواد الجن 1993م - مسرحية البعبع 1990 م
هذا بالإضافة غلي عشرات السهرات الدرامية التلفويونية